# Associação Atlética CESMAC
A Associação Atlética CESMAC é um time brasileiro de futebol feminino, sediado na cidade de Maceió, capital do estado de Alagoas. Pertence ao Centro de Estudos Superiores de Maceió (CESMAC).
O CESMAC participou da 1ª Copa do Brasil de Futebol Feminino, que foi realizada em 2007, sendo eliminado ainda na 1ª fase pelo Sport Club do Recife, de Pernambuco.